# James Mill
James Mill, född 6 april 1773 i Logie-Pert, Angus, Skottland, död 23 juni 1836, var en skotsk historiker, nationalekonom och filosof, far till filosofen och nationalekonomen John Stuart Mill.

## Biografi

Elements of political economy, 1826

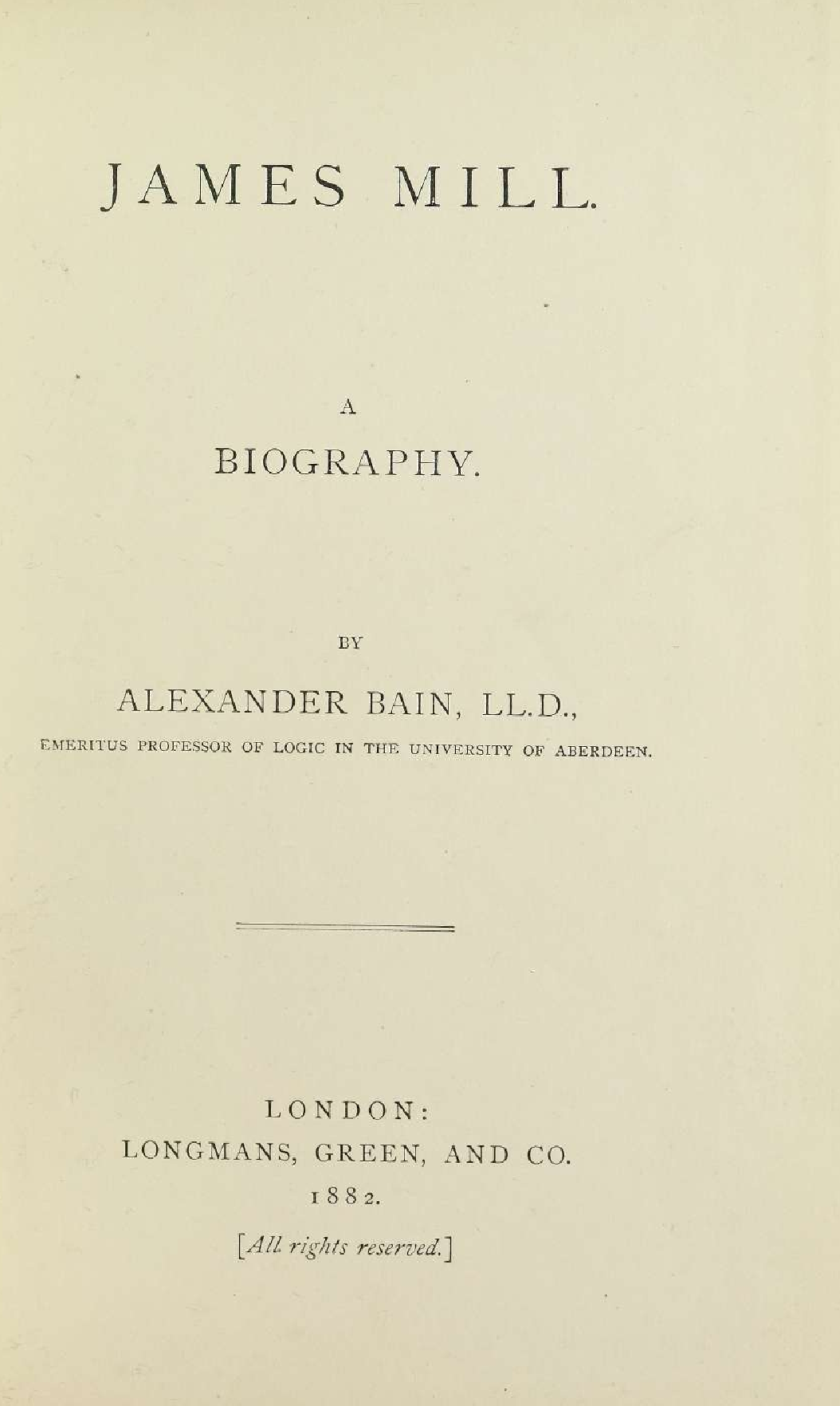
Alexander Bain, James Mill. A biography, 1882

Mill studerade teologi i Edinburgh, men hindrades på grund av sina åsikter att ingå i kyrkans tjänst. I stället begav han sig 1802 till London, England, där han arbetade som medarbetare på tidskrifter och tidningar, tills han efter utgivandet av sitt stora verk, History of British India (6 band, 1818-1819, ny upplaga i 10 band 1872) erhöll anställning hos Ostindiska kompaniet. Där fick han till slut en av de högsta chefspositionerna och utövade ett stort inflytande på den brittiska styrelsen för Indien. Han hade även inflytande i Storbritanniens samhällsutveckling genom den ledande ställning han fick inom det radikala reformpartiet.
Som nationalekonom tillhör han samma inriktning som David Ricardo och även om Ricardos huvudarbete utkom redan 1817 och Mills Elements of political economy först 1821 så betecknades Mill av Jeremy Bentham som Ricardos andlige fader. Ännu mer betydelsefull blev Analysis of the phenomena of the human mind, 1829, ett av den engelska associationspsykologins klassiska verk. Med skarpsinne och ensidighet genomför Mill försöket att förklara allt själsliv ur element, som erhålls genom sinnesförnimmelser och genom beröringsassociation förbinds med varandra, där förbindelsen, liksom vid kemiska föreningar, ibland åstadkommer något nytt i förhållande till de ursprungliga elementen.
Sina etiska åsikter utvecklade Mill i A fragment on Mackintosh, 1835, där han väsentligen intog samma ståndpunkt som sin vän Bentham.